# Milan Albrecht
Milan Albrecht (Trenčín, 16 de julho de 1950) é um ex-futebolista profissional e treinador eslovaco que atuava como atacante.

## Carreira
Milan Albrecht fez parte do elenco da Seleção Checoslovaca de Futebol, na Copa de 70.